# Велика Лумар
Велика Лума́р (рос. Большая Лумарь, марій. Кугу Лумарий) — присілок у складі Новотор'яльського району Марій Ел, Росія. Входить до складу Масканурського сільського поселення.

## Населення
Населення — 338 осіб (2010; 376 у 2002).
Національний склад (станом на 2002 рік):
- марійці — 97 %